# Ministerio del Poder Popular para la Cultura (Venezuela)
El Ministerio del Poder Popular para la Cultura es el órgano del gabinete ejecutivo responsable de generar y proyectar los lineamientos y políticas culturales del Estado venezolano. Fue elevado al rango de ministerio el 10 de febrero de 2005 después de funcionar como Consejo Nacional de la Cultura (1975-2005) y como Ministerio de Estado durante el segundo gobierno de Carlos Andrés Pérez y los primeros años de la presidencia de Hugo Chávez.

## Estructura del Ministerio
- Viceministerio de Cultura para el Desarrollo
- Viceministerio de Fomento de la Economía Cultural
- Viceministerio de Identidad y Diversidad Cultural

### Entes adscritos
- Universidad Nacional Experimental de las Artes
- Archivo General de la Nación de Venezuela
- Fundación Museos Nacionales
- Fundación Biblioteca Ayacucho
- Fundación Centro de Estudios Latinoamericanos Rómulo Gallegos
- Instituto Autónomo Biblioteca Nacional y de Servicios de Bibliotecas
- Fundación Casa del Artista
- Fundación Cinemateca Nacional
- Fundación Centro Nacional de la Fotografía
- Fundación Centro Nacional de la Historia
- Fundación Casa Nacional de las Letras Andrés Bello
- Fundación Vicente Emilio Sojo
- Fundación Imprenta de la Cultura
- Instituto del Patrimonio Cultural de Venezuela
- Instituto Centro Nacional del Libro
- Instituto de las Artes de la Imagen y el Espacio
- Instituto de las Artes Escénicas y Musicales
- Distribuidora Venezolana de la Cultura
- Monte Ávila Editores Latinoamericana
- Editorial el Perro y la Rana
- Fundación Librerías del Sur
- Compañía Nacional de Teatro
- Compañía Nacional de Música
- Compañía Nacional de Danza
- Fundación Teatro Teresa Carreño
- Caracas: Escuela Superior de Música José Ángel Lamas
- Caracas: Escuela de Música Lino Gallardo
- Caracas: Escuela de Música Juan Manuel Olivares
- Caracas: Escuela de Música José Reyna
- Caracas: Escuela de Música Pedro Nolasco Colon
- La Grita: Escuela de Música Santa Cecilia
- Rubio: Escuela de Música Francisco J. Marciales
- San Cristóbal: Escuela de Música Miguél Ángel Espinel
- San Cristóbal: Escuela Nacional de Danza (Endanza Táchira)
- Vargas: Escuela de Música Pablo Castellanos
- Aragua: Conservatorio de Música del Estado Aragua
- Carabobo: Conservatorio de Música de Carabobo
- Caracas: Conservatorio Nacional de Música Juan José Landaeta
- Lara: Conservatorio Vicente Emilio Sojo
- Centro Nacional Autónomo de Cinematografía
- Centro de la Diversidad Cultural
- Misión Cultura Corazón Adentro

## Ministros
| Ministros de la Cultura de Venezuela |                               |             |                     |
| Orden                                | Nombre                        | Período     | Presidente          |
| 1                                    | José Antonio Abreu            | 1989-1993   | Carlos Andrés Pérez |
| 2                                    | Francisco de Asís Sesto Novas | 2005 - 2008 | Hugo Chávez         |
| 3                                    | Héctor Soto Castellanos       | 2008 - 2009 | Hugo Chávez         |
| 4                                    | Francisco de Asís Sesto Novas | 2010 - 2011 | Hugo Chávez         |
| 5                                    | Pedro Calzadilla              | 2011 - 2012 | Hugo Chávez         |
| 6                                    | Fidel Barbarito               | 2013 - 2014 | Nicolás Maduro      |
| 7                                    | Reinaldo Iturriza             | 2014 - 2016 | Nicolás Maduro      |
| 8                                    | Freddy Ñáñez                  | 2016 - 2017 | Nicolás Maduro      |
| 9                                    | Adán Chávez                   | 2017        | Nicolás Maduro      |
| 10                                   | Ana Alejandrina Reyes         | 2017        | Nicolás Maduro      |
| 11                                   | Ernesto Villegas              | 2017 - 2019 | Nicolás Maduro      |
| 12                                   | Ernesto Villegas              | 2019 - 2025 | Nicolás Maduro      |
| 13                                   | Ernesto Villegas              | 2025 -      | Nicolás Maduro      |